# Bar (el Pont de Bar)
Bar és un poble agregat del municipi del Pont de Bar (Alt Urgell), que es troba a mitja vessant d'un contrafort situat a la banda nord de la Serra del Cadí, a 1.181 metres d'altitud. Actualment hi estan empadronades 39 persones (2023). És situat a 1,5 quilòmetres de Toloriu, en l'anomenada subcomarca del Baridà, terra de transició entre l'Urgellet (l'Alt Urgell) i la Cerdanya).
El nucli és presidit per l'església de Sant Esteve, molt modificada respecte al temple romànic original. Ben a prop, en un petit turó que encercla el nucli de cases, se situen les escasses restes de l'antic castell de Bar, que conjuntament amb els castells veïns d'Aristot i de Toloriu servien de defensa a l'entrada de la Cerdanya. També en la mateixa plaça principal del nucli, just davant de l'església, s'hi pot trobar un gran safareig. Destacar també un petit pas embigat sota una de les cases en un dels carrers que descendeixen des de l'església.
Actualment s'estan arranjant diverses cases de Bar, i el poble compta amb un establiment de venda de formatges de cabra artesanals.